# 1. deild islandzka w piłce nożnej (2020)
1. deild 2020 (znana jako Lengjudeild karla ze względów sponsorskich) – 66. edycja 2 poziomu rozgrywek piłki nożnej na Islandii.
Brało w niej udział 12 drużyn, które w okresie od 19 czerwca do 4 października 2020 rozegrały 20 kolejki meczów. Promocję uzyskały Keflavík i Leiknir Reykjavík.
Rozgrywki zostały opóźnione z powodu pandemii COVID-19. Zawody zostały zawieszone 7 października, a ostatecznie przerwane 30 października 2020.
Do określenia zwycięzcy oraz spadków tabelę końcową oparto na średniej liczbie punktów na mecz

## Drużyny
| Uczestnicy poprzedniej edycji                                                                                 | Uczestnicy poprzedniej edycji | Uczestnicy poprzedniej edycji | Uczestnicy poprzedniej edycji |
| --- | ----------------------------- | ----------------------------- | ----------------------------- |
| LEI | Leiknir                       | 3                             |                               |
| VÍO | Víkingur Ólafsvík             | 4                             |                               |
| ÍBK | Keflavík                      | 5                             |                               |
| ÞÓR | Þór Akureyri                  | 6                             |                               |
| FRA | Fram                          | 7                             |                               |
| AFT | Afturelding                   | 8                             |                               |
| MAG | Magni                         | 9                             |                               |
| ÞRR | Þróttur Reykjavík             | 10                            |                               |
| Spadek z Úrvalsdeild                                                                                          |                               |                               |                               |
| GRI | Grindavík                     | 11                            |                               |
| ÍBV | ÍB Vestmannaeyja              | 12                            |                               |
| Awans z 2. deild karla                                                                                        |                               |                               |                               |
| LEF | Leiknir Fáskrúðsfjörður       | 1                             |                               |
| VES | Vestri                        | 2                             |                               |
| Oznaczenia: - kolumna pierwsza – skróty nazw drużyn, - kolumna trzecia – miejsce zajęte w poprzednim sezonie. |                               |                               |                               |

## Tabela
| Lp. | Drużyna                     | M  | Z  | R | P  | B+ | B- | +/– | Pkt | PktM | Awans lub spadek         |
| --- | --------------------------- | -- | -- | - | -- | -- | -- | --- | --- | ---- | ------------------------ |
| 1   | Keflavík (M, A)             | 19 | 13 | 4 | 2  | 57 | 27 | +30 | 43  | 2,26 | awans do Úrvalsdeild     |
| 2   | Leiknir Reykjavík (A)       | 20 | 13 | 3 | 4  | 50 | 22 | +28 | 42  | 2,10 | awans do Úrvalsdeild     |
| 3   | Fram Reykjavík              | 20 | 12 | 6 | 2  | 41 | 24 | +17 | 42  | 2,10 |                          |
| 4   | Grindavík                   | 19 | 8  | 8 | 3  | 40 | 31 | +9  | 32  | 1,68 |                          |
| 5   | Þór Akureyri                | 20 | 9  | 4 | 7  | 37 | 35 | +2  | 31  | 1,55 |                          |
| 6   | ÍBV                         | 20 | 7  | 9 | 4  | 33 | 27 | +6  | 30  | 1,50 |                          |
| 7   | Vestri                      | 20 | 8  | 5 | 7  | 29 | 28 | +1  | 29  | 1,45 |                          |
| 8   | Afturelding                 | 20 | 7  | 4 | 9  | 37 | 33 | +4  | 25  | 1,25 |                          |
| 9   | Víkingur Ólafsvík           | 20 | 5  | 4 | 11 | 26 | 44 | −18 | 19  | 0,95 |                          |
| 10  | Þróttur Reykjavík           | 20 | 3  | 3 | 14 | 15 | 39 | −24 | 12  | 0,60 |                          |
| 11  | Magni Grenivík (S)          | 20 | 3  | 3 | 14 | 22 | 47 | −25 | 12  | 0,60 | spadek do 2. deild karla |
| 12  | Leiknir Fáskrúðsfjörður (S) | 20 | 3  | 3 | 14 | 19 | 49 | −30 | 12  | 0,60 | spadek do 2. deild karla |

## Wyniki
| Gospodarz \ Gość        | AFT | FRA | GRI | KEF | LEF | LER | MAG | VES | VÍO | ÞRÓ | ÞÓR | ÍBV |
| ----------------------- | --- | --- | --- | --- | --- | --- | --- | --- | --- | --- | --- | --- |
| Afturelding             |     | 1–2 | 3–2 | 2–2 | 4–0 | 2–3 | 7–0 | 0–0 | 1–0 | n/a | 2–3 | 1–2 |
| Fram Reykjavík          | 1–0 |     | 1–2 | n/a | 3–0 | 2–5 | 3–0 | 1–1 | 1–1 | 1–0 | 6–1 | 4–4 |
| Grindavík               | 2–2 | 1–1 |     | 4–4 | n/a | 1–1 | 3–1 | 2–1 | 3–0 | 1–0 | 1–0 | 1–1 |
| Keflavík                | 5–1 | 1–1 | n/a |     | 2–1 | 1–2 | n/a | 4–1 | 6–1 | 4–2 | 2–1 | 3–1 |
| Leiknir Fáskrúðsfjörður | 1–3 | 2–3 | 4–3 | 1–1 |     | 0–7 | 1–3 | 0–1 | 2–4 | 1–0 | 2–3 | n/a |
| Leiknir Reykjavík       | 3–0 | 0–1 | n/a | 5–1 | 2–1 |     | 2–1 | 0–0 | 5–0 | 1–2 | 3–3 | 2–4 |
| Magni Grenivík          | 3–2 | 1–2 | 3–3 | 1–4 | 0–2 | 0–1 |     | n/a | 1–2 | 1–1 | 3–4 | 0–0 |
| Vestri                  | n/a | 1–2 | 2–3 | 1–3 | 2–0 | 1–0 | 2–1 |     | 3–3 | 1–0 | 4–1 | 3–3 |
| Víkingur Ólafsvík       | 1–3 | 1–2 | 2–2 | 0–4 | 3–0 | 1–3 | 3–2 | 2–0 |     | 1–2 | n/a | 1–1 |
| Þróttur Reykjavík       | 1–2 | 2–2 | 2–4 | 0–4 | 0–0 | 1–3 | 0–1 | 2–1 | n/a |     | 0–2 | 0–3 |
| Þór Akureyri            | 1–1 | 0–2 | 2–1 | 1–3 | 5–1 | n/a | 3–0 | 0–1 | 1–0 | 3–0 |     | 1–1 |
| ÍBV                     | 1–0 | n/a | 1–1 | 1–3 | 0–0 | 0–2 | 2–0 | 1–3 | 2–0 | 3–0 | 2–2 |     |

## Najlepsi strzelcy
| Bramki | Strzelcy                 | Drużyna           |
| ------ | ------------------------ | ----------------- |
| 23     | Joey Gibbs               | Keflavík          |
| 14     | Álvaro Montejo           | Þór Akureyri      |
| 13     | Sævar Atli Magnússon     | Leiknir Reykjavík |
| 12     | Vuk Oskar Dimitrijevic   | Leiknir Reykjavík |
| 11     | Gary Martin              | ÍBV               |
| 11     | Gonzalo Zamorano         | Víkingur Ólafsvík |
| 10     | Ignacio Gil Echevarría   | Vestri            |
| 9      | Þórir Guðjónsson         | Fram Reykjavík    |
| 9      | Sólon Breki Leifsson     | Leiknir Reykjavík |
| 9      | Alexander Már Þorláksson | Fram Reykjavík    |

Źródło: 